# Casc Coolus

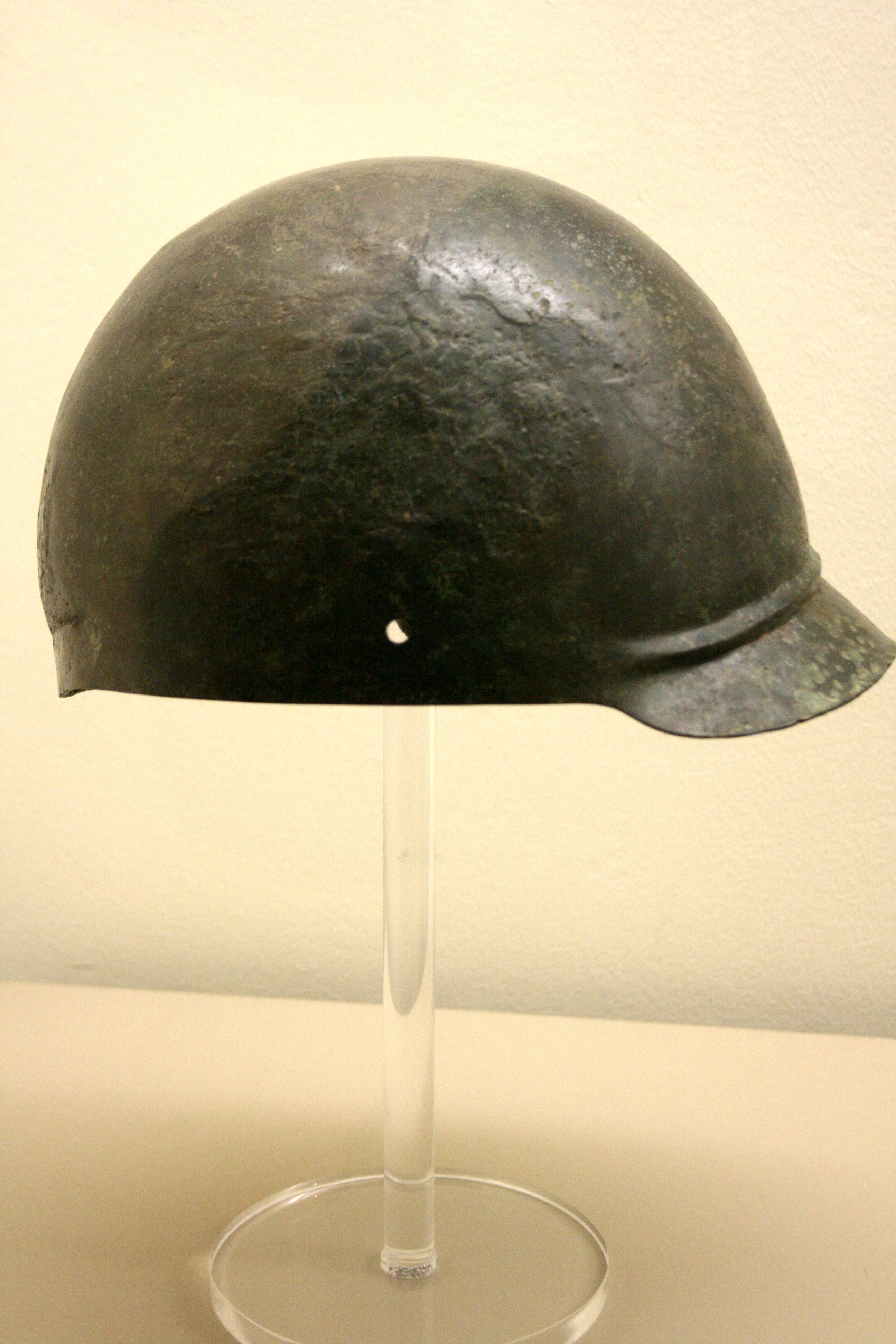
Casc tipus Coolus

El casc Coolus és un tipus de casc romà usat des del segle iii aC fins al segle i. Va coexistir amb l'anomenat Casc de Montefortino. El seu nom prové de la ciutat francesa de Coolus.
Tenia una textura plana, per`de vegades presentava proteccions per les galtes. De forma hemisfèrica, s'acostumaven a fabricar amb torn, i no a cops de martell. Mes endavant va ser substituït pel casc imperial o Galea.